# 洪山街道 (长沙市)
洪山街道，是中华人民共和国湖南省长沙市开福区下辖的一个街道办事处。

## 行政区划
洪山街道下辖以下地区：
洪西社区和金鹰社区。

## 旅游景点
- 洪山寺,汉传佛教临济宗寺院。[3][4]